# Hongqi (Zeitschrift)
Hongqi (chin. 红旗 „Rote Fahne“) war eine chinesische kommunistische Zeitschrift. Von Juni 1958 bis Mai 1988 war sie das theoretisch-politische Organ des Zentralkomitees der Kommunistischen Partei Chinas und hatte sowohl vor als auch nicht zuletzt während der Kulturrevolution ein deutlich maoistisches Profil.
1988 wurde ihr Erscheinen auf Geheiß des damaligen chinesischen Führers Deng Xiaoping eingestellt und sie wurde durch das pragmatischere Qiushi-Magazin ersetzt.